# Starîkî, Korosten
Starîkî (în ucraineană Старики) este un sat în comuna Șerșni din raionul Korosten, regiunea Jîtomîr, Ucraina.

## Demografie
Componența lingvistică a localității Starîkî
     Ucraineană (96,65%)
     Rusă (3,11%)
     Alte limbi (0,24%)
Conform recensământului din 2001, majoritatea populației localității Starîkî era vorbitoare de ucraineană (96,65%), existând în minoritate și vorbitori de rusă (3,11%).